# Bosna Quilt Werkstatt
Die Bosna Quilt Werkstatt (international auch Bosna Quilt Workshop) ist ein österreichisch-bosnisches Textilkunstprojekt, das in einem Flüchtlingsheim entstanden ist und bosnischen Frauen Arbeit gibt.

## Organisation und Geschichte
Bosna-Quilts sind abstrakte Textilkunstwerke. Die Werkstatt, an der zwölf bosnische Frauen beteiligt sind, geht auf die Initiative der österreichischen Malerin Lucia Feinig-Giesinger zurück und wird von ihr geleitet.
Die ersten Bosna-Quilts entstanden während des Bosnienkriegs 1993 im Caritas-Flüchtlingsheim Galina in Vorarlberg. Inzwischen haben mehr als 190 Ausstellungen stattgefunden, und es gibt die Decken in öffentlichen Gebäuden und Privathäusern in ganz Europa.
Die Malerin Lucia Feinig-Giesinger entwirft die Quilt. Seit 1998 werden sie von zwölf Frauen in Goražde an der Drina gesteppt, eine der Städte Bosniens, die besonders unter den Folgen des Kriegs leidet. Jede der Frauen gestaltet die Unikate ručno (von Hand) in ihrer eigenen Handschrift und trägt damit zum Lebensunterhalt ihrer Familie bei.

## Ausstellungen
- 2000 Bosna-Quilts, Frauenmuseum Hittisau, Hittisau
- 2000 Vernähte Zeit – Die Bosna-Quilt-Werkstatt, Badisches Landesmuseum, Karlsruhe
- 2001 Vernähte Zeit – Die Bosna-Quilt-Werkstatt, Deutsches Textilmuseum, Krefeld; Landesmuseum für Vorgeschichte Dresden, „Japanisches Palais“
- 2002 Die Bosna-Quilt-Werkstatt, Kreismuseum Zons
- 2002 Vernähte Zeit – Die Bosna-Quilt-Werkstatt, Niederrheinisches Museum für Volkskunde und Kulturgeschichte, Kevelaer
- 2010 Tuch und Technik Textilmuseum, Neumünster
- 2016 Handwerksmuseum, Murau
- 2018 Bosna Quilts, Kardinal König Haus, Wien[4]